# Johannes Kirmse
Ernst Johannes Kirmse (* 4. August 1876; † 30. Dezember 1930) war ein Leipziger Fußballpionier und Sportfunktionär.

## Leben
Kirmse gründete als 17-Jähriger gemeinsam mit Albert Rößler am 11. November 1893 den Leipziger Radfahr- und Athletikverein „Sportbrüder“. Er war neben Theodor Schöffler einer der „Urväter“ des VfB Leipzig und von 1898 bis 1900 Vorsitzender des Verbands Leipziger Ballspiel-Vereine. Am 4. Januar 1900 lud er in dieser Funktion per Annonce in den „Deutschen Sportnachrichten“ zum „I. Allgemeinen Deutschen Fußballtag“, der am 27. und 28. Januar 1900 im Leipziger Restaurant „Zum Mariengarten“ stattfand. Auf dieser Versammlung, an der Kirmse nicht nur als Gastgeber, sondern auch als Delegierter der Sportbrüder Leipzig teilnahm, wurde der Deutsche Fußball-Bund gegründet. Kirmse organisierte noch im selben Jahr, zum 26. Dezember 1900, in derselben Lokalität die Gründungsveranstaltung des Verbands Mitteldeutscher Ballspiel-Vereine.